# Брунегг
Брунегг (нім. Brunegg) — громада  в Швейцарії в кантоні Ааргау, округ Ленцбург.

## Географія
Громада розташована на відстані близько 80 км на північний схід від Берна, 14 км на схід від Аарау.
Брунегг має площу 1,6 км², з яких на 30,5% дозволяється будівництво (житлове та будівництво доріг), 43% використовуються в сільськогосподарських цілях, 26,5% зайнято лісами, 0% не є продуктивними (річки, льодовики або гори).

## Демографія
2019 року в громаді мешкало 874 особи (+30,4% порівняно з 2010 роком), іноземців було 22,5%. Густота населення становила 564 осіб/км².
За віковим діапазоном населення розподілялося таким чином: 22% — особи молодші 20 років, 65,2% — особи у віці 20—64 років, 12,8% — особи у віці 65 років та старші. Було 364 помешкань (у середньому 2,4 особи в помешканні).
Із загальної кількості 571 працюючого 13 було зайнятих в первинному секторі, 133 — в обробній промисловості, 425 — в галузі послуг.